# Eksotoksin
Eksotoksin je toksin, ki ga izločajo patogene bakterije. Poleg endotoksinov so pomembni virulentni dejavniki, ki okvarjajo celice v gostitelju, ovirajo njihovo delovanje ali oboje. Zmožnost izdelovanja toksinov imenujemo toksigenost in je torej pomemben dejavnik pri patogenosti bakterije, tj. sposobnosti povzročanja bolezni pri gostitelju.
Po kemijski sestavi so polipeptidi, ki se širijo difuzno v mediju, zapis za eksotoksine pa se navadno nahaja v zunajkromosomskih delcih DNK, tj. v plazmidih in bakteriofagih. Zaradi lokalizacije genov v prenosljivih genskih delcih se lahko toksigenost prenese s pomočjo konjugacije ali transdukcije na sorodne netoksigene bakterije. Nekatere eksotoksine se lahko delno denaturira z določenimi snovmi, kot je formaldehid, in se jih s tem pretvori v toksoide, ki nimajo več toksične aktivnosti, vendar v organizmu še vedno izzovejo imunski odziv, zaradi česar se uporabljajo kot cepivo.

## Zvrsti eksotoksinov

### Eksotoksini z znotrajceličnim delovanjem
Eksotoksini z znotrajceličnim delovanjem ovirajo oz. preprečujejo sintezo beljakovin, presnovno dejavnost in prenos signalov. V splošnem so sestavljeni iz dveh podenot, in sicer iz podenote A in B. Podenota B (iz angleščine binding) je odgovorna za vezavo na določene membranske receptorje, podenota A (iz angleščine active) pa ima dejansko toksično aktivnost. Zaradi značilne zgradbe jih imenujemo tudi toksini A-B.
Vstop v celico poteka po dveh poteh. Po prvi poti podenota B ostane vezana na membrano, podenota A pa prehaja skozi njo, po drugi poti pa obe podenoti preideta v celice preko endocitoze. Ko se endocitotski mešiček zakisa (nižji pH), se toksin razcepi, podenota A pa se aktivira. Slednja je povečini encim ADP-riboziltransferaza, ki katalizira prenos adenozin difosfat riboze (ADP-riboze) iz nikotinamidadenin dinukleotida (NAD+) na različne tarčne beljakovine, kar jih deaktivira, posledica tega pa je okvara celičnih dejavnosti. Te beljakovine so pogosto encimi, ki sproščajo energijo za pomembne procese (npr. GTP-aza).
Pomembnejši toksini A-B so našteti v spodnji tabeli.
| Toksin                                                               | Bakterija                   | Učinek                                     |
| -------------------------------------------------------------------- | --------------------------- | ------------------------------------------ |
| davični toksin                                                       | Corynebacterium diphtheriae | poškodbe srca, ledvic in drugih organov    |
| toksin kolere                                                        | Vibrio cholerae             | diareja                                    |
| ešerihijska enterotoksina (termostabilni, termolabilni enterotoksin) | Escherichia coli            | diareja                                    |
| toksin oslovskega kašlja                                             | Bordetella pertussis        | poškodbe celic sluznic dihal in levkocitov |
| šigov toksin                                                         | Shigella dysenteriae        | griža, hemolitični uremični sindrom (HUS)  |

### Eksotoksini z delovanjem na celično membrano
Eksotoksini z delovanjem na celično membrano oz. citolizini poškodujejo membrano ali spremenijo prepustnost (permeabilnost, posledica česar je razkroj (liza) celice. Obstajata dve vrsti tovrstnih eksotoksinov: prvi so fosfolipaze, ki hidrolizirajo fosfolipde v membrani, drugi pa so strukturne beljakovine, ki se vgradijo v membrano in oblikujejo pore, skozi katere vdira voda v celico. Zaradi prevelikega pritiska celica poči.
Številne citolizine imajo predvsem klostridiji, streptokoki in stafilokoki.

### Eksotoksini z delovanjem na živčevje
Eksotoksini z delovanjem na živčevje (v širšem pomenu tudi nevrotoksini) so dokaj podobni toksinom A-B, vendar se jih zaradi specifičnega delovanja na živčne celice uvršča v posebno skupino. Najbolj znana nevrotoksina sta botulin, ki ga proizvaja Clostridium botulinum, ter tetanusni toksin, ki ga proizvaja Clostridium tetani.

### Eksotoksini s superantigenskim delovanjem
Eksotoksini s superantigenskim delovanjem ali pirogeni toksini so nizkomolekularne beljakovine, ki se zaradi posebne konformacije vežejo z različnimi molekulami na različnih celicah imunskega sistema in delujejo kot superantigeni. Tako se vežejo neposredno na beljakovine PHK II na antigen predstavitvenih celicah oz. APC (npr. na makrofage), poleg tega pa tudi na površinske receptorje na celicah pomagalkah. To povzroči združenje večjega števila obojih celic, posledica česar je njihova aktivacija in sproščanje velikih količin citokinov. To privede do razvoja toksičnega šoka, ki je podoben septičnemu oz. endotoksinskemu šoku.
Pomembnejš pirogeni toksini so stafilokokni enterotoksin, stafilokokni toksin sindroma toksičnega šoka in streptokokni eritrogeni eksotoksini.